# Grainau
Grainau er en kommune i Landkreis Garmisch-Partenkirchen i Regierungsbezirk Oberbayern i den tyske delstat Bayern.

## Geografi
Grainau ligger i Region "Oberland" ved foden af Zugspitze i Wettersteinbjergene og hører sammen med Garmisch-Partenkirchen, Farchant, Mittenwald, Krün og Wallgau til de 7 kommuner i det tidligere grevskab Werdenfels. I kommunen ligger de to bjergsøer Badersee og Eibsee. Lige uden for byen ligger mod syd bjerget Waxenstein. Mod nord afgrænses dalen af Kramerspitze i Ammmergauer Alperne.
Grainau er inddelt i landsbyerne Obergrainau (administrationsby), Untergrainau, Hammersbach og Schmölz samt bebyggelsen Eibsee.